# Pornomelancolía
Pornomelancolía (auch in der Schreibweise Pornomelancholia für „Pornomelancholie“) ist ein halbdokumentarisches Filmdrama von Manuel Abramovich, das im September 2022 beim Internationalen Filmfestival von San Sebastián seine Premiere feierte und hier für die Goldene Muschel nominiert war.

## Inhalt
Lalo Santos lebt in Oaxaca, in den Bergen Mexikos, arbeitet in einer Fabrik und ist Sex-Influencer. Er postet Fotos seines nackten Körpers und präsentiert diese seinen Social-Media-Followern. Er ist ein gutaussehender Kerl und erzählt seinen über zweihunderttausend Abonnenten bei Twitter, dass er gerade dabei ist, seinen ersten Pornofilm zu drehen. Der Film handelt von Emiliano Zapata und der mexikanischen Revolution.
Lalo bestimmt sein eigenes Leben, aber privat, wenn er unbeobachtet ist, scheint er in ständiger Melancholie zu leben. Von dem, was er in seinem zweiten Leben macht, wissen seine Eltern nichts, und sie wissen auch nicht, dass er HIV-positiv ist.
Lalo Santos war 2019 in einer Nebenrolle in dem schwulen, urbanen Filmdrama Always Say Yes (Originaltitel Siempre sí) von Alberto Fuguet zu sehen.

## Produktion
„Es ist unglaublich, dass Sex im Jahr 2022 immer noch ein Tabuthema in unserem Leben ist.“

Regie führte Manuel Abramovich, der gemeinsam mit Fernando Krapp und Pio Longo auch das Drehbuch schrieb und zudem selbst als Kameramann fungierte. Der argentinische Dokumentarfilmemacher wurde 1987 in Buenos Aires geboren und studierte Kamera an der dortigen Escuela Nacional de Experimentación y Realización Cinematográfica. Im Jahr 2012 war er Teilnehmer bei Berlinale Talents. Es handelt sich bei Pornomelancolía nach Solar, Soldado und Años luz um seinen vierten Langfilm. Sein in Berlin gedrehter Kurzfilm Blue Boy wurde bei der Berlinale 2019 mit dem Silbernen Bären für den besten Kurzfilm ausgezeichnet. Darin beschreiben sieben Sexarbeiter aus Rumänien in der Berliner Blue Boy Bar ihren Job. Hierfür führte er mit den Strichern in einer Bar teils echte, teils gefakte Interviews.
Abramovich erklärte, Pornomelancolía sei keine Dokumentation über Lalo Santos, sondern ein Film, der mit ihm gedreht wurde. Es sei unglaublich, dass Sex im Jahr 2022 immer noch ein Tabuthema ist, so der Regisseur. Pornografie sei in seinem Film ein Kontext, um über die Charaktere zu sprechen, die wir von uns selbst erschaffen und wie wir in dieser digitalen Zeit mit dem Blick anderer umgehen.
Die Premiere von Pornomelancolía erfolgte am 20. September 2022 beim Internationalen Filmfestival von San Sebastián. Kurz zuvor wurde der erste Trailer veröffentlicht. Ende September 2022 wurde er beim Zurich Film Festival gezeigt. Ab Mitte Juni 2023 wurde er bei Frameline47 vorgestellt und Ende Juni 2023 beim Filmfest München. Anfang Juli 2023 wurde er beim Internationalen Filmfestival Karlovy Vary gezeigt und im weiteren Verlauf des Monats beim Outfest Los Angeles LGBTQ+ Film Festival.

## Rezeption

### Kritiken
Cristóbal Soage vom Online-Filmmagazin Cineuropa schreibt, Isolation und Einsamkeit der Menschen im 21. Jahrhundert und im Kontext der technologischen Hyperkonnektivität seien ein grundlegendes Thema, das Manuel Abramovich dem Zuschauer in Pornomelancolía vor Augen führe. Trotz der Bewunderung, die Lalo bei seiner Arbeit in der digitalen Welt erfährt und dem Verlangen unzähliger Männer nach Sex mit ihm, führe er ein einsames Leben. Der Film spare nicht mit Bildern von Lalos sportlich geformtem Körper und seinem riesigen Penis. Etwas weniger direkt sei der Film jedoch bei den emotionalen Themen. Eine besonders bewegende Szene ist für Soage die, als Lalo und seine Kollegen beim Dreh offen und ehrlich über die erlebte Intimität innerhalb ihrer Familien sprechen, während im Hintergrund das verschwommene Bild eines Mannes zu sehen ist, der bei einem anderen Fellatio praktiziert. Dies mache den krassen Gegensatz dessen greifbar, was man auf verschiedenen Ebenen unter Intimität verstehen kann.

### Auszeichnungen
Festival International du Film Indépendant de Bordeaux 2022
- Auszeichnung mit dem Großen Preis im International Feature Film Competition (Manuel Abramovich)[16]

Filmfest München 2023
- Nominierung im Wettbewerb Cinerebels[17]

Internationales Filmfestival von San Sebastián 2022
- Nominierung im Wettbewerb um die Goldene Muschel
- Auszeichnung mit dem Preis der Jury für die Beste Kamera (Manuel Abramovich)[6][18]